# Siem Reap (cidade)
Siem Reap é uma cidade do Camboja, localizada na província de mesmo nome.
Hoje é um popular destino turístico, com um grande número de hotéis e restaurantes.

## Angkor Wat
Angkor Wat é a característica central do Património Mundial da UNESCO contendo as magníficas ruínas da arquitetura e civilização quemer. Milhares de metros de espaço em paredes são cobertos com esculturas retratando cenas da mitologia hindu.

## Galeria de imagens

Siem Reap
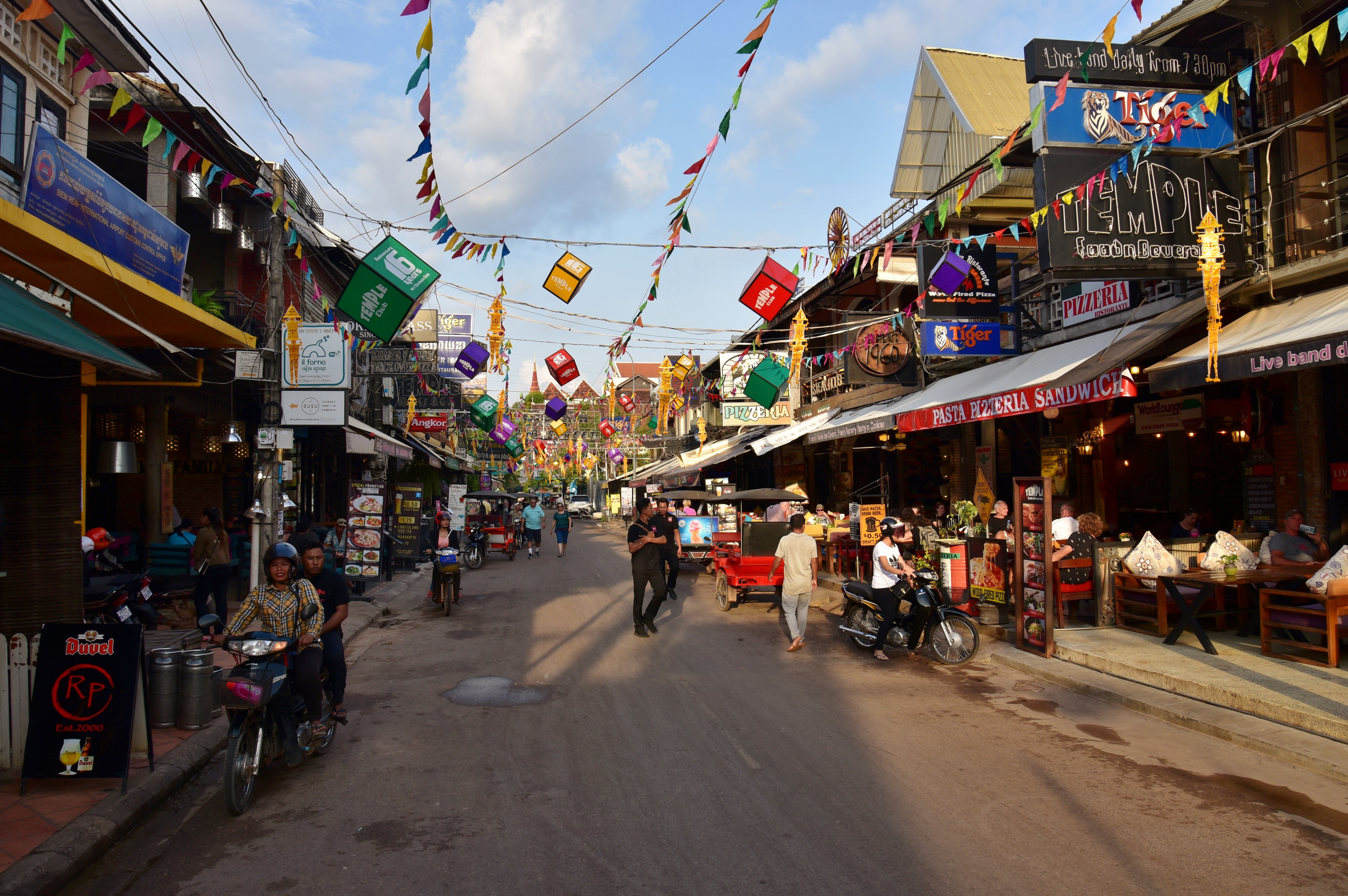
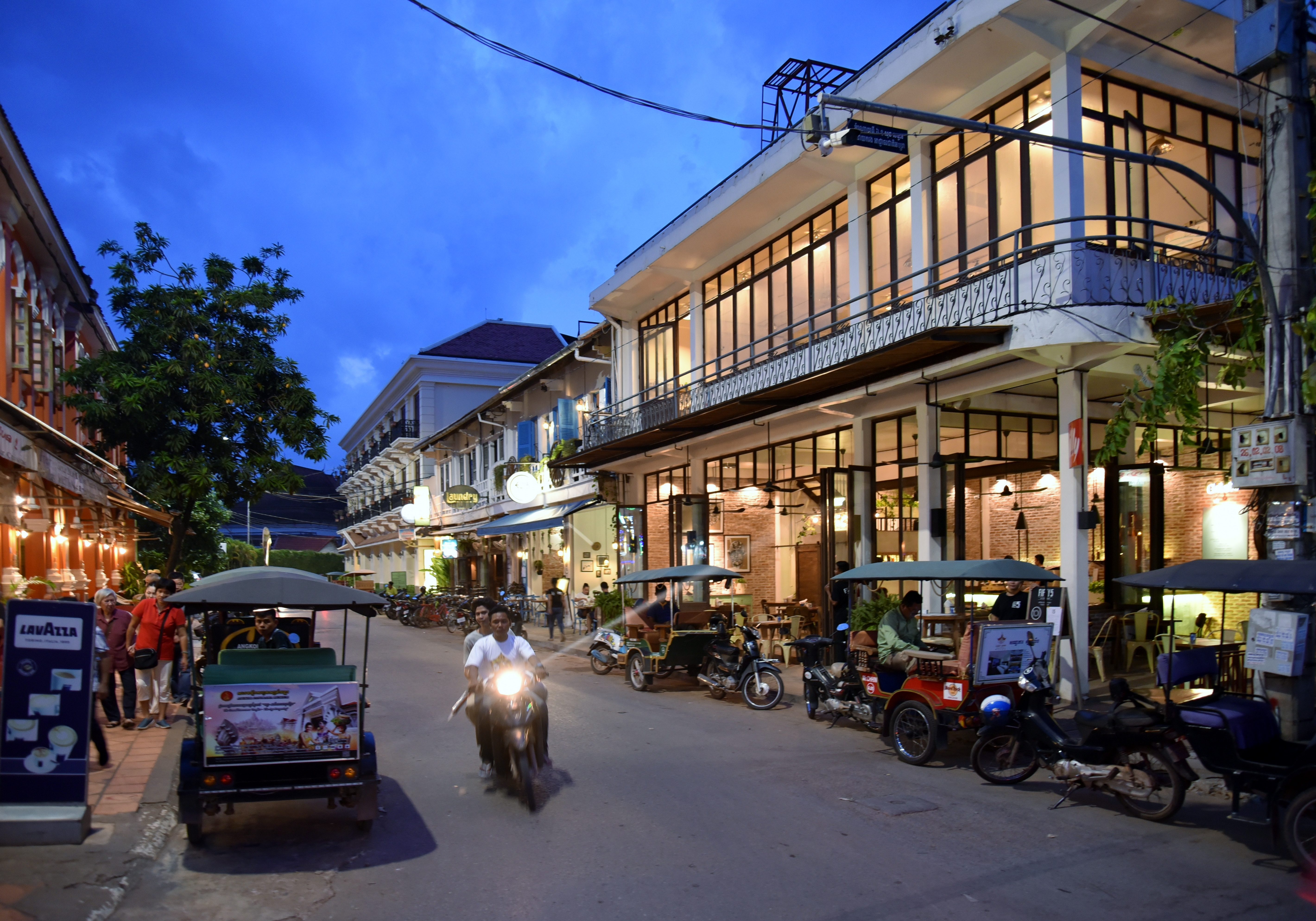
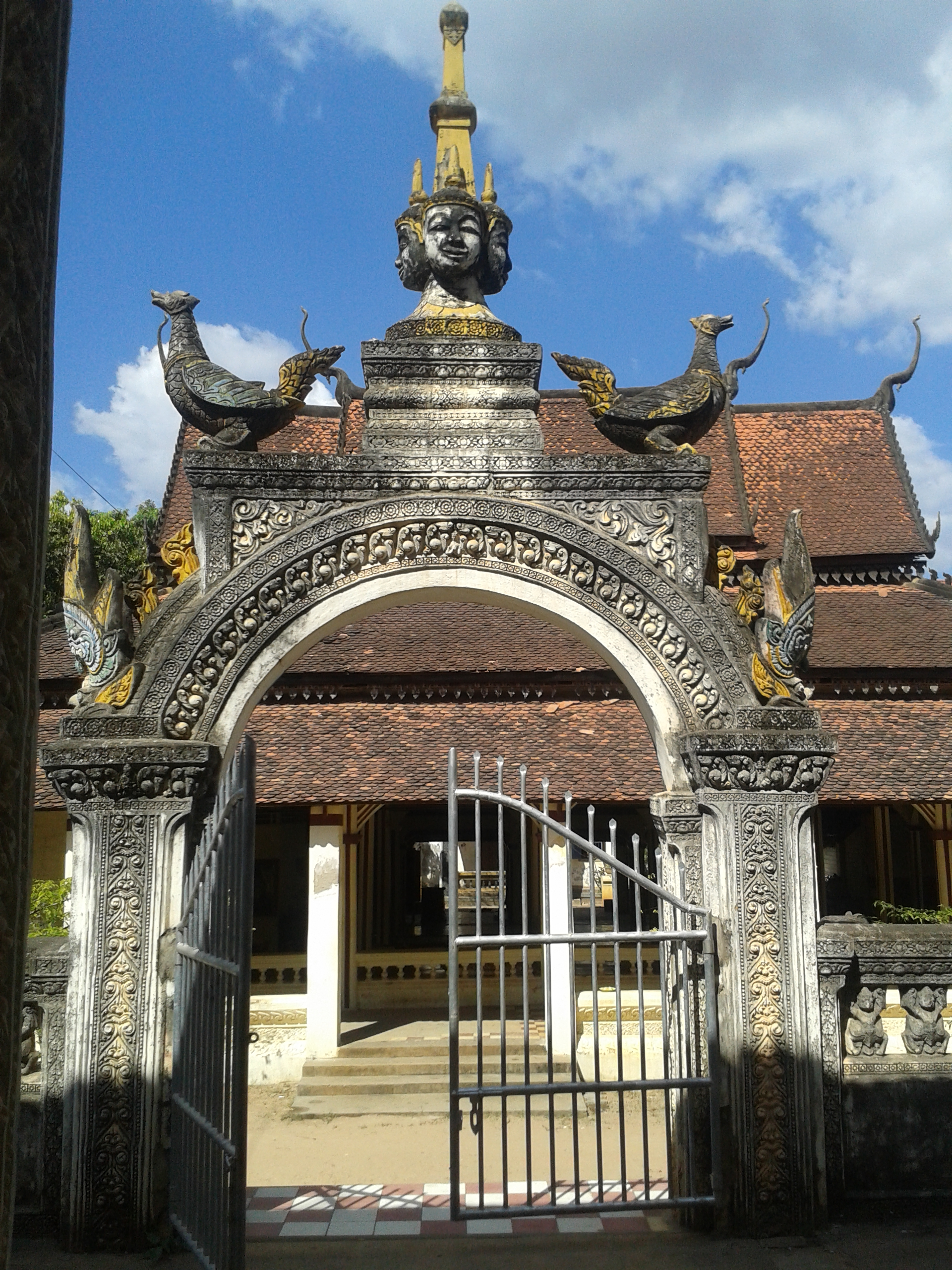
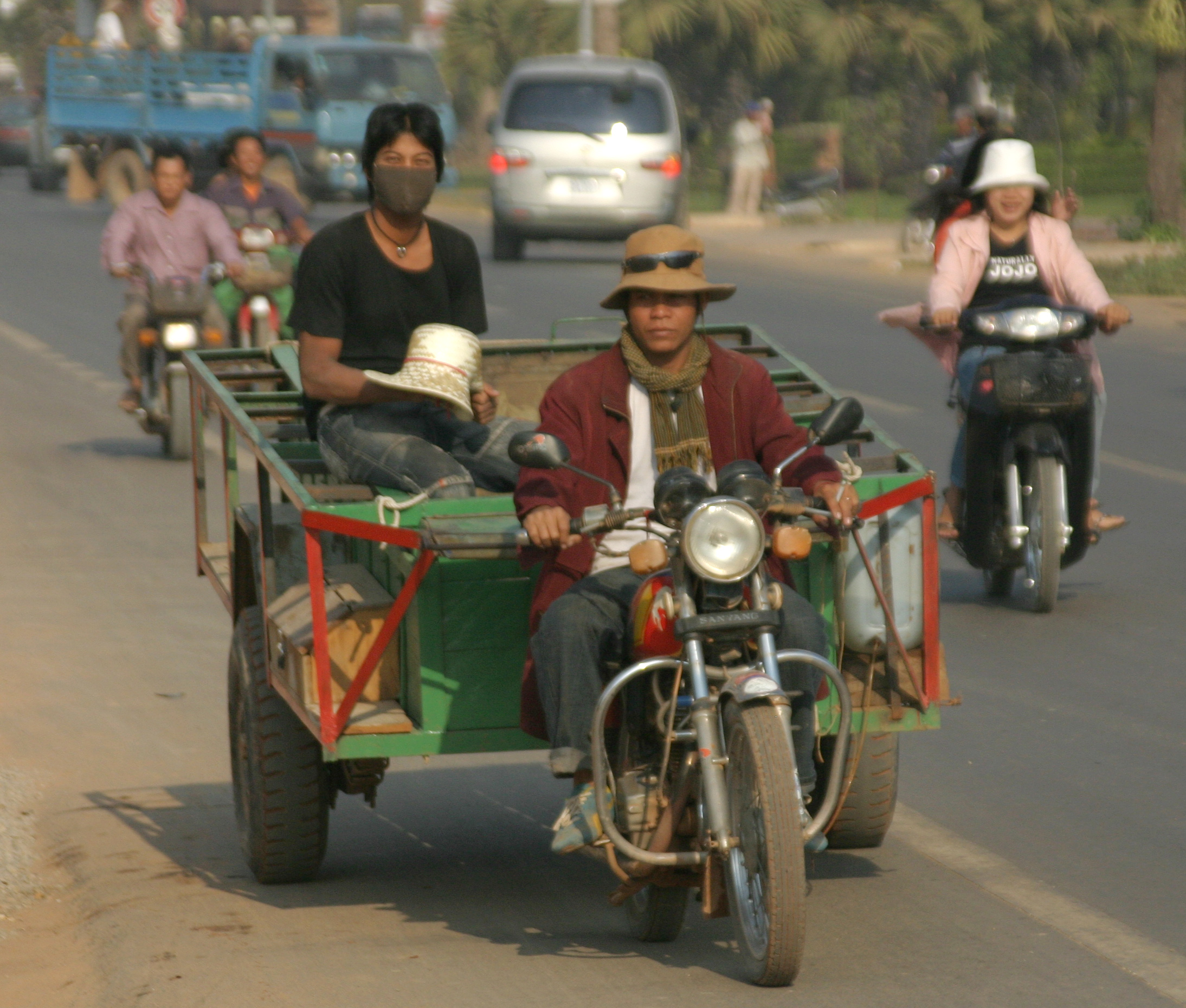
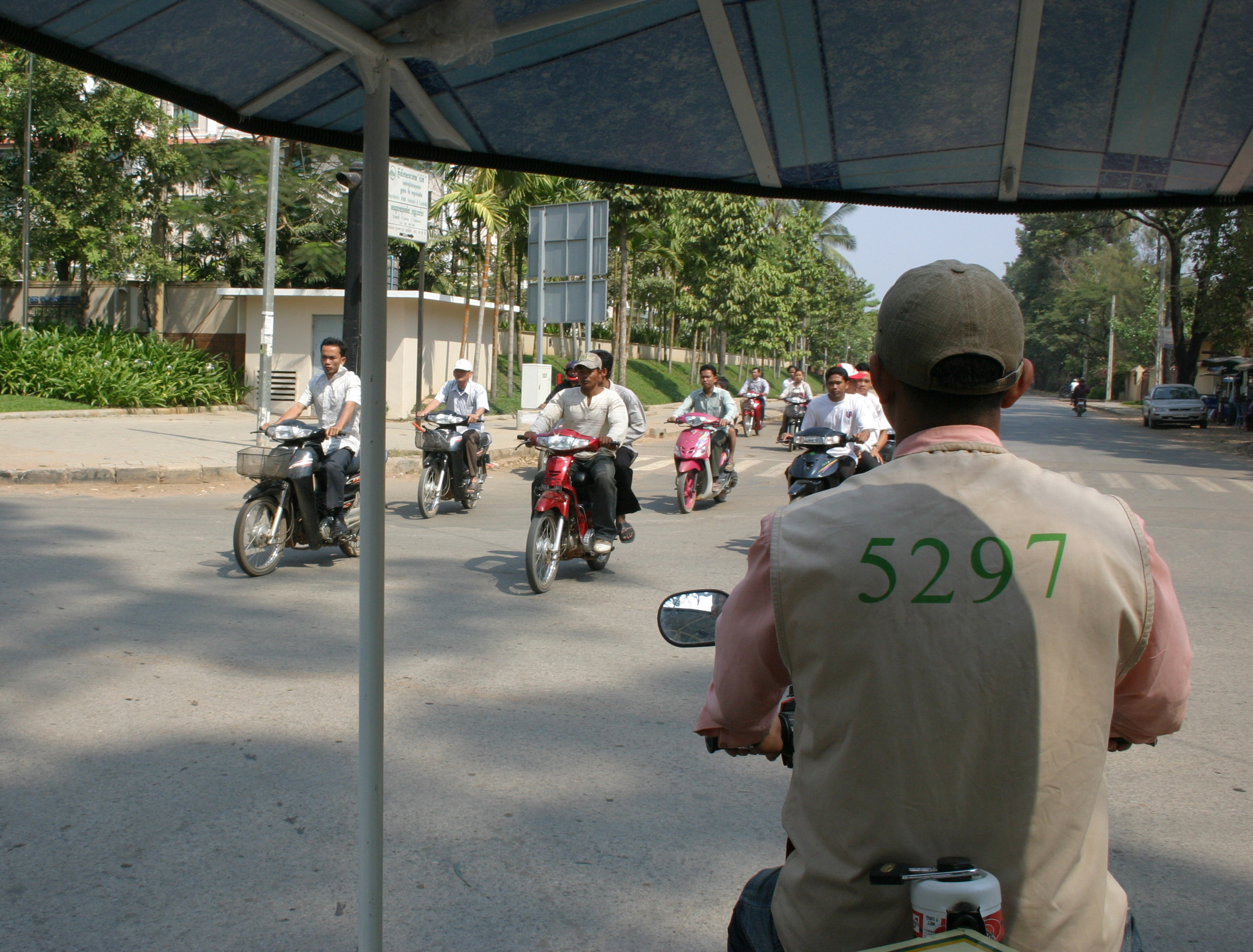
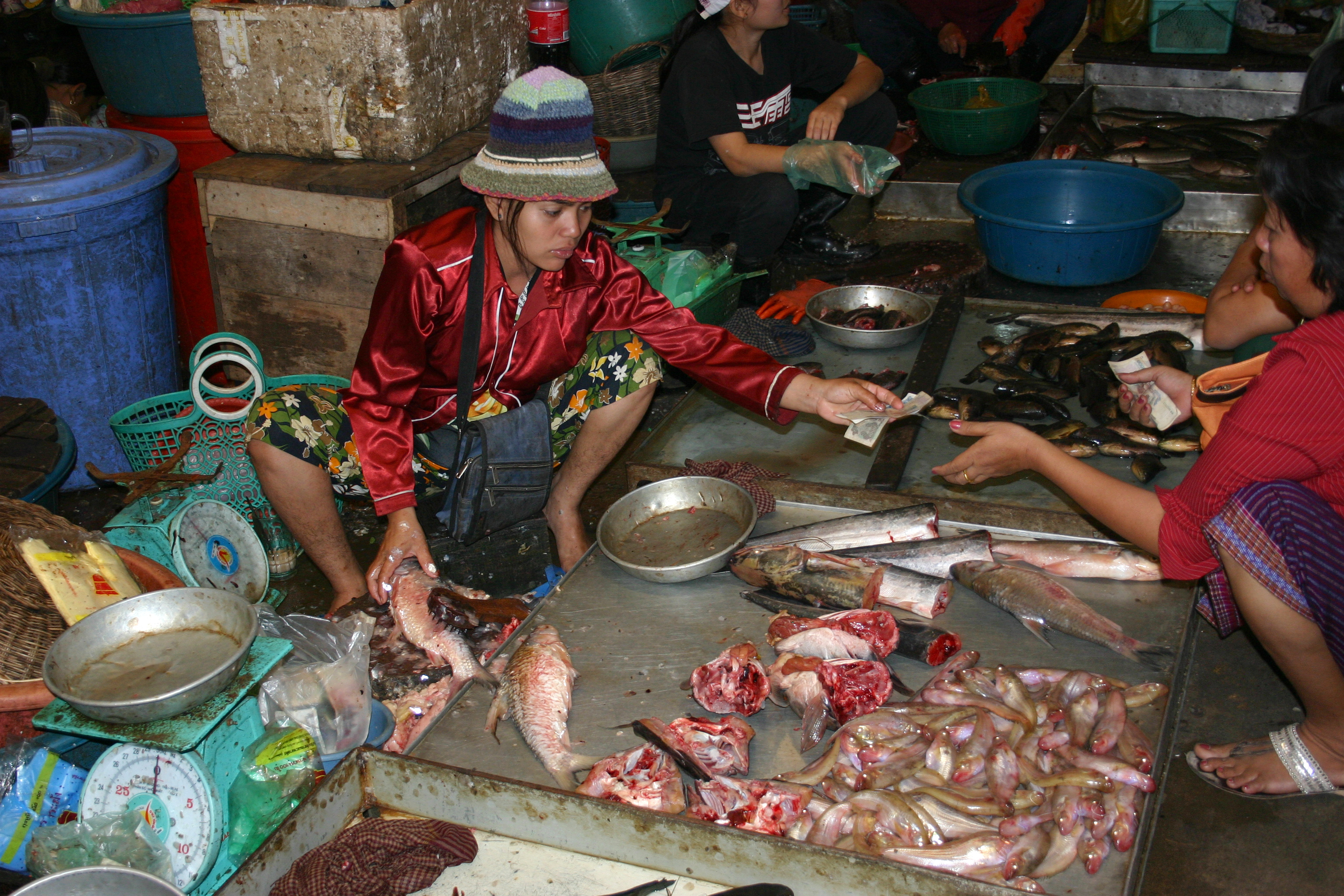
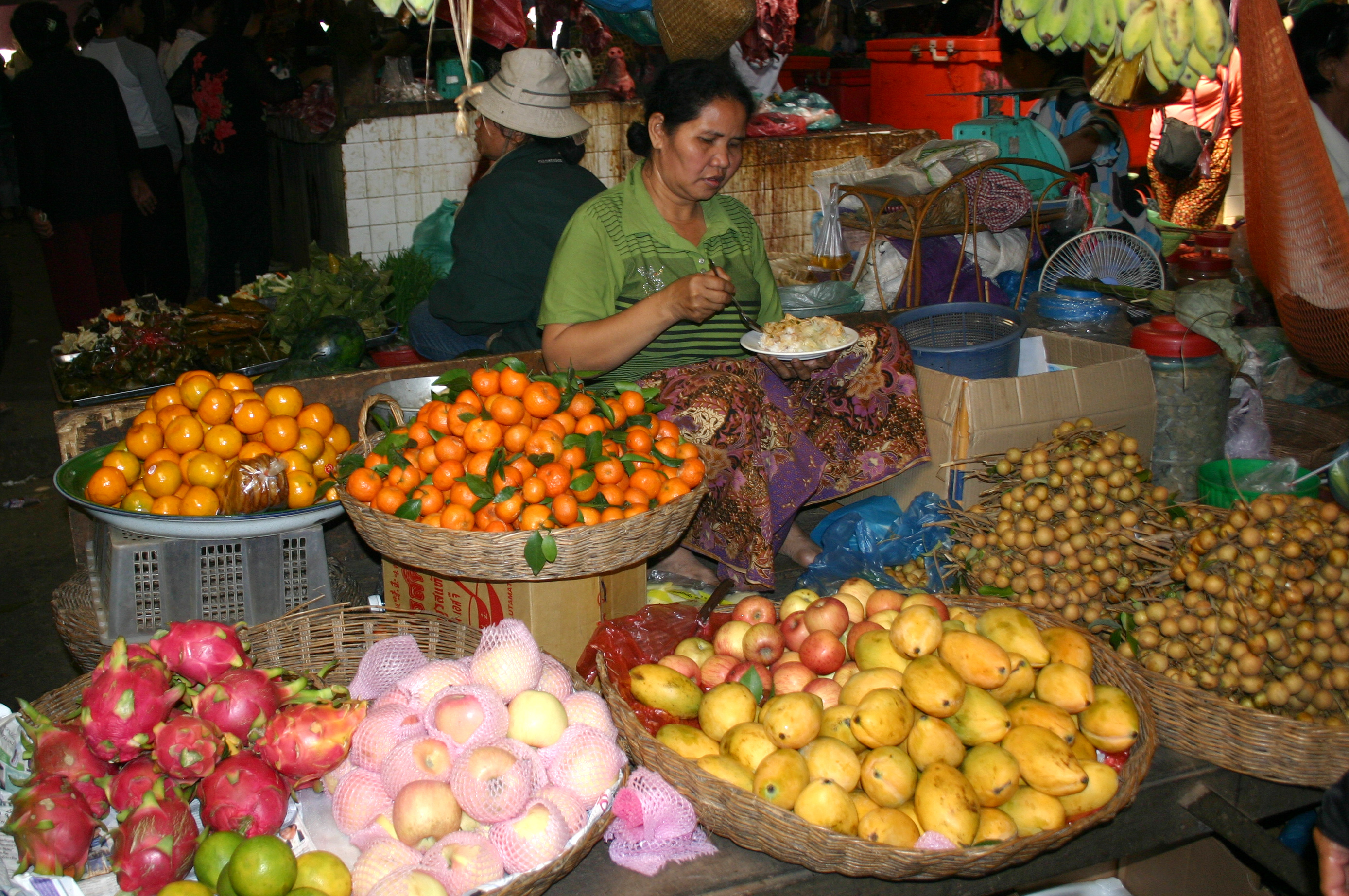
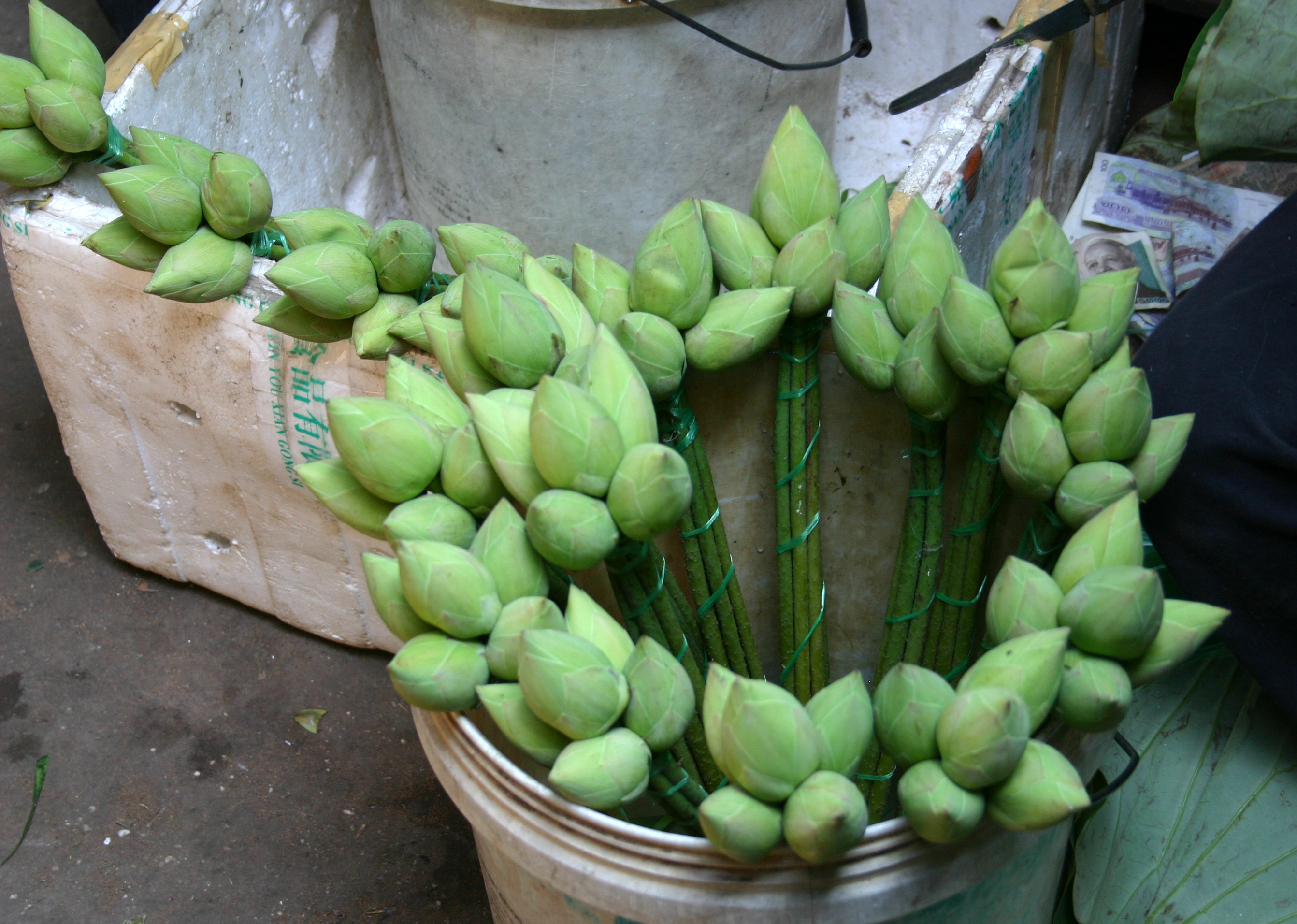